# Comano (Svizzera)
Comano (in dialetto ticinese Cuman) è un comune svizzero di 2 083 abitanti del Canton Ticino, nel distretto di Lugano.

## Geografia fisica
Comano (511 ms.l.m.) è situato sul versante sud della collina di S. Bernardo (707 m s.l.m.), importante selva castanile. La superficie territoriale del comune, di tipologia collinare, è praticamente rimasta invariata fin dal Medioevo.

## Storia
Fino all'inizio degli anni 1970 la popolazione non superava i 600 abitanti, che abitavano per la maggior parte nei due nuclei abitati Terra di sopra (in dialetto ticinese Tèra d'sura) e Terra di sotto (in dialetto ticinese Tèra d'sott). La campagna circostante aveva pochissime abitazioni e alcuni appezzamenti erano coltivati a cereali (granoturco in particolare), alberi da frutto, vite o tabacco.
A partire dalla primavera 1972 la costruzione del centro di produzione della Radiotelevisione svizzera di lingua italiana, aperto nel 1976, ha portato a un forte aumento delle residenze abitative nella periferia del villaggio e parallelamente all'incremento della popolazione.

## Monumenti e luoghi d'interesse

### Architetture religiose
- Chiesa parrocchiale di Santa Maria della Purificazione, eretta nel 1359[1];
- Oratorio dei Santi Rocco e Sebastiano in località Ca' d'sott, ricostruito nel 1671[senza fonte];
- Eremo/Oratorio di San Bernardo in vetta al colle omonimo[1].

### Architetture civili
- Casa Massalli detta Casa di San Carlo[1] in strécia di Viss, ospizio fondato dal parroco Giorgio Domengoni nel 1627 oggi abitazione privata[senza fonte];
- Centro di produzione della Radiotelevisione svizzera di lingua italiana[1] (RSI), in via Cureglia, a sud-ovest del nucleo abitato[senza fonte].

## Società

### Evoluzione demografica
L'evoluzione demografica è riportata nella seguente tabella:
Abitanti censiti

## Patriziato
Ogni famiglia originaria del luogo fa parte del cosiddetto comune patriziale. L'ufficio patriziale, rieletto il 28 aprile 2013, è presieduto da Giorgio Petrini.